# Alekseï Lioubimov
Pour les articles homonymes, voir Lioubimov.
Alekseï Borissovitch Lioubimov (en russe : Алексей Борисович Любимов) est un pianiste soviétique et russe, né le 16 septembre 1944 à Moscou, en Union soviétique.

## Débuts
Lioubimov est entré à l'École centrale de musique de Moscou en 1952. Il a ensuite intégré le Conservatoire Tchaïkovski en 1963 et obtient son diplôme en 1968. Parmi ses professeurs, on compte Heinrich Neuhaus, réputé pour avoir enseigné à Sviatoslav Richter et Emil Guilels. Lioubimov entame sa carrière de concertiste alors qu'il est au conservatoire. Il joue notamment au festival de musique contemporaine automne de Varsovie en 1964. En 1965, il remporte le premier prix du concours international de piano de Rio de Janeiro.

## Carrière
En début de carrière, Lioubimov s'intéresse particulièrement au répertoire contemporain. Il joue notamment Boulez, Cage, Ives, Ligeti, Pärt, Penderecki, Schnittke, Stockhausen, Volkonski, Webern.
Durant les années 1970, Lioubimov se voit interdit d'exercer en dehors de l'Union soviétique par le pouvoir en place. Cette interdiction durera durant les années 1980. Il noue alors des liens forts avec le violoniste Oleg Kagan, la violoncelliste Natalia Gutman et les chefs Kirill Kondrachine et Vassili Sinaïski.
En 1976, il étend son répertoire à la musique baroque. Il cofonde le Quatuor baroque de Moscou, avec Tatiana Grindenko (violon), Anatoli Grindenko (viole de gambe), Oleg Khoudiakov (flûte). Ce quatuor s'intéresse tout autant au répertoire qu'aux instruments anciens.
En 1981, Lioubimov donne des représentations de Mozart et Haydn, au pianoforte. Ces représentations sont considérées comme sans précédent en Union soviétique. Il donne également avec l'Académie de musique de chambre de Moscou une série de représentations nommées L'âge d'or du clavecin (1650-1750). Le répertoire s'étend alors aux compositeurs allemands, britanniques, italiens, et français.
Pendant ce temps, il enregistre pour plusieurs éditeurs de renommée internationale, tels Sony, Erato, ou Melodiya. Entre autres, il enregistre au pianoforte l'intégrale des sonates de Mozart.
En 1988, il crée le Festival Alternativa, consacré à la musique d'avant-garde.

## Aujourd'hui
L'intérêt de Lioubimov est toujours porté vers la musique ancienne. Il a participé à plusieurs festivals européens et enseigne au Mozarteum de Salzbourg.
Le 13 avril 2022, à Moscou, prétextant une alerte à la bombe, la police russe interrompt un de ses concerts, probablement en raison de la première partie du récital consacrée au compositeur ukrainien Valentin Silvestrov.

## Discographie
- Debussy, Préludes (1971, 2 CD Melodiya MEL CD 10 020002) (OCLC 812260119)
- Galina Ustvolskaya, Sofia Gubaidulina, Henryk Górecki, Georgs Pelécis - (Mosaic) : concertos pour piano - Deutsche Kammerphilharmonie Bremen, dir. Heinrich Schiff (28-29 septembre 1995, 2 CD Erato) (OCLC 36090789)
- Schubert, Impromptus op. 90 et op. 142 - sur pianoforte Müller 1810 et Schantz 1828 (13-14 juillet 2009, CD Zig Zag Territoires) (OCLC 840348081)
- Beethoven, Sonates pour piano op. 109, 110, 111 (14-15 juillet 2009, CD Zig-Zag Territoires) (OCLC 811457759)
- Erik Satie, Le Fils des étoiles, Alexei Lubimov, piano, CD Passacaille 2010. Choc de Classica
- Chopin, Bach, Mozart, Beethoven: at Chopin’s home piano. Pianoforte Pleyel de 1843, NIFCCD
- Chopin : 4 Ballades, Barcarolle, Fantaisie, Berceuse. Alexei Lubimov. Pianoforte Erard de 1837. Erato 1993 (2292-45990-2)
- Alexei Lubimov, Yuri Martynov, Olga Martynova, Alexandra Koreneva, Elizaveta Miller, Olga Pashchenko, Alexey Zuev. Ludwig van Beethoven. Complete piano sonatas. Stein, Walter, Graf, Buchholtz (Paul McNulty), Moscow Conservatory Records
- Alexei Lubimov. Beethoven: Piano Sonatas - No.8, Op.13 “Pathetique”; No. 14, Op.27, No.2 “Moonlight”; No.21, Op.53 “Waldstein” in C Major; No.27.  Pianoforte John Broadwood & Son de 1806 (Cristopher Clarke), Erato
- Alexei Lubimov et Alexei Zuev. Claude Debussy. Preludes. Steinway 1913 et Bechstein 1925, ECM Records
- Alexei Lubimov et Keller Quartett. Lento — Alfred Schnittke, Dmitri Shostakovich, ECM Records
- Dennis Russel Davies, Alexei Lubimov, Radio Symphonieorchester Wien. Valentin Silvestrov: Metamusik/Postludum, ECM Records